# Civil insatsperson
Civil insatsperson (CIP) är ett ideellt uppdrag privatpersoner kan åta sig i Sverige. Det finns 2023 möjlighet att engagera sig i cirka 15 kommuner. De flesta CIP finns i landsbygd men försök har också gjorts i storstadsområden där det finns större del personer som lever med socioekonomisk utsatthet.
CIP är en form av övad organiserad frivillighet, en frivillig person som snabbt kan vara på plats vid en olycka eller krissituation för att hantera bränder, hjärtstopp och andra olyckor. Styrkan med CIP är att finnas lokalt och att kunna vara på plats inom några minuter, innan en brand är fullt utvecklad eller för att kunna göra första hjälpen tills utryckningspersonal är på plats. Forskning har visat att CIP har stor effekt, både för dem som kan få hjälp och för den som är CIP.
Syftet med CIP är både att stärka personers egen beredskap, att stärka samhällets förmåga och att bygga gemenskap och motståndskraft. Platser där utryckningspersonal har lång framkörningstid, vare sig det beror på fysiska avstånd eller där avstånden består i kunskapsbrist eller samhällsproblem, är prioriterade områden. CIP kompletterar, inte ersätter, räddningstjänsten, också i omständigheter där samhället har höjd beredskap och andra prioriteringar kan försena vanliga samhällsinsatser ytterligare. CIP kan också vara en rekryteringsbas för räddningstjänst till andra uppgifter där kompetensförsörjningen är viktig. 

## Historia
Den första CIP-verksamheten kallas Förstärkt medmänniska och skapades av räddningstjänsten Medelpad. Namnet Civil insatsperson myntades av Brandskyddsföreningen i Sörmland när de startade upp sin verksamhet tillsammans med Västra Sörmlands räddningstjänst. Begreppet har senare spritt sig till de verksamheter som arbetar med en liknande modell.
Sedan 2022 arbetar Brandskyddsföreningen på uppmaning av bland andra MSB med att skapa ett nationellt koncept för CIP i samarbete med räddningstjänst. Att bli CIP kommer då att bli tillgängligt i de flesta kommuner.